# Valerianella deserticola
Valerianella deserticola är en kaprifolväxtart som beskrevs av Hadac. Valerianella deserticola ingår i släktet klynnen, och familjen kaprifolväxter. Inga underarter finns listade i Catalogue of Life.